# Illizi (stad)
Illizi is een stad in Algerije en is de hoofdplaats van de provincie Illizi.
Illizi telt 10.163 inwoners (2002).